# The Mechanik
Pour les articles homonymes, voir The Mechanic.
Pour plus de détails, voir Fiche technique et Distribution.
The Mechanik (Le vengeur) est un film germano-américain réalisé par Dolph Lundgren, sorti en 2005.

## Synopsis
Un ancien spetsnaz, Nick Cherenko voit sa famille tué par la Mafia russe. Il croit abattre tous les assassins. Plus tard, vivant comme mécanicien aux États-Unis, il découvre que le Parrain est encore en vie...

## Fiche technique
- Titre original : The Mechanik
- Titre anglophone alternatif: The Russian Specialist
- Titre français alternatif : Le Vengeur
- Titre québécois : Le Spécialiste Russe
- Réalisation : Dolph Lundgren
- Scénario : Bryan Edward Hill et Dolph Lundgren (traitement)
- Production : Boaz Davidson, Danny Dimbort, Ewerhard Engels, Jack Gilardi Jr., Anton Hoeger, Avi Lerner, Scott Putman, Trevor Short et David Varod
- Sociétés de production : Höger Human Service Medien & Personal GmbH. et Nu Image
- Budget : 5 millions de dollars américains
- Musique : Elia Cmiral
- Photographie : Ross W. Clarkson
- Montage : Joe Plenys
- Décors : Carlos Silva Da Silva
- Costumes : Marta Mironska
- Pays d'origine : États-Unis, Allemagne, Bulgarie
- Format : Couleurs - 1,85:1 - Dolby Digital - 35 mm
- Genre : Action, thriller
- Durée : 94 minutes
- Dates de sortie : 3 octobre 2005 (sortie vidéo Grèce), 14 février 2006 (sortie vidéo États-Unis), 5 juillet 2006 (sortie vidéo France)
- Classification : Interdit aux moins de 12 ans

## Distribution
- Dolph Lundgren : Nikolai Cherenko
- Ben Cross : William Burton
- Ivan Petrushinov : Aleksandr 'Sasha' Popov
- Olivia Lee : Julia Abramoff
- Raicho Vasilev : Achmed
- Assen Blatechki : Yuri
- Antony Argirov : Serie
- Valeri Yordanov : Alexi
- Dejan Angelov : Pavel
- Ivaylo Geraskov : Leo
- Hilda van der Meulen : Alina Cherenko
- Naum Shopov : Vanya Cherenko
- Atanas Srebrev (de) : John Ridley
- Levana Finkelstein : Mary Abramoff
- Nikolai Sotirov : Victor Chertoff

## Autour du film
- Le tournage s'est déroulé du 18 octobre au 20 novembre 2004 à Sofia, Saint-Pétersbourg et Los Angeles.
- Quand Dolph Lundgren a approché Nu Image avec le souhait de réaliser un deuxième film, la société de production accepta à deux conditions. Que Dolph Lundgren tienne le rôle principal, et que le film soit tourné dans les différentes villes où Nu Image a ses quartiers. Le scénario fut donc écrit en tenant compte des localités imposées par la production.

## Bande originale
- Kislorod, interprété par Rushi Vidinliev
- Ne Tursia (I'm Not Looking For...), interprété par Maria Ilieva
- Do I, interprété par Buzz
- Cut Me, interprété par The Brian Schram Band